# Amanita chepangiana
Amanita chepangiana là một loài nấm tán thuộc chi Amanitas trong họ Amanitaceae, phân bố ở Trung Quốc và khu vực đông Á. Loài nấm này được Tulloss và Bhandary miêu tả khoa học lần đầu tiên năm 1992.

## Thực phẩm
Amanita chepangiana là một loài nấm ăn được.

## Môi trường sống
Loài nấm này phát triển trải dài từ Trung Quốc cho đến những quần đảo ở Đông Nam Á và Nepal.